# Catocala minerva
Catocala minerva là một loài bướm đêm trong họ Erebidae.